# Qualità, sicurezza e ambiente
La locuzione Qualità, Sicurezza e Ambiente (QSA o QHSE, dall'inglese Quality, Health, Safety, and Environment) si riferisce a un insieme di studi e implementa aspetti pratici che riguardano contemporaneamente la qualità di un processo produttivo, la protezione dell'ambiente e la sicurezza negli ambienti di lavoro.
In tale ambito, rivestono particolare importanza anzitutto le cosiddette "norme cogenti" (cioè le norme legislative la cui applicazione è obbligatoria) e in secondo luogo le norme volontarie (introdotte per volontà della dirigenza la cui applicazione quindi non è obbligatoria a termini di legge).
È compito dei manager QSA l'individuazione di tali norme e l'identificazione delle implicazioni che la loro applicazione avrà all'interno dell'organizzazione. È invece compito dei manager esecutivi l'implementazione delle misure idonee (che possono includere ad esempio: identificazione dei rischi, formazione del personale e preparazione di un piano per la gestione delle emergenze).
Nel caso in cui un'organizzazione utilizzi un sistema di gestione creato e implementato tenendo conto contemporaneamente degli aspetti relativi alla qualità, sicurezza e ambiente anziché studiarli singolarmente, si parla di sistema di gestione integrato".